# Leichtathletik-Europameisterschaften 1971/Stabhochsprung der Männer

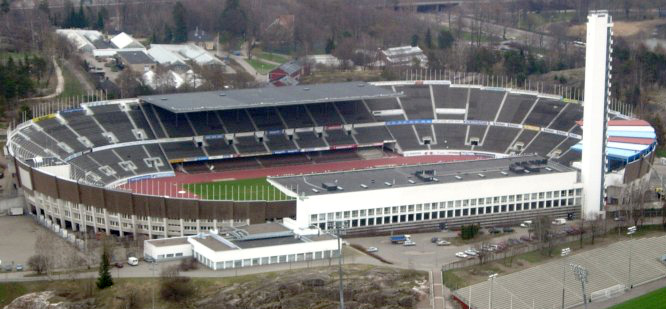
Das Olympiastadion von Helsinki im Jahr 2005

Der Stabhochsprung der Männer bei den Leichtathletik-Europameisterschaften 1971 wurde am 11. und 13. August 1971 im Olympiastadion von Helsinki ausgetragen.
Europameister wurde der zweifache Titelgewinner von 1966/1969 und Olympiadritte von 1968 Wolfgang Nordwig aus der DDR. Wie bei den Europameisterschaften 1969 belegte der Schwede Kjell Isaksson den zweiten Platz. Bronze errang der Italiener Renato Dionisi.

## Rekorde

### Bestehende Rekorde
| Weltrekord           | 5,49 m | Christos Papanikolaou | Athen, Griechenland    | 24. Oktober 1970   |
| Europarekord         | 5,49 m | Christos Papanikolaou | Athen, Griechenland    | 24. Oktober 1970   |
| Meisterschaftsrekord | 5,30 m | Wolfgang Nordwig      | EM Athen, Griechenland | 20. September 1969 |

### Rekordverbesserung
Europameister Wolfgang Nordwig aus der DDR verbesserte seinen eigenen Meisterschaftsrekord im Finale am 13. August um fünf Zentimeter auf 5,35 Meter. Zum Welt- und Europarekord fehlten ihm vierzehn Zentimeter.

## Qualifikation

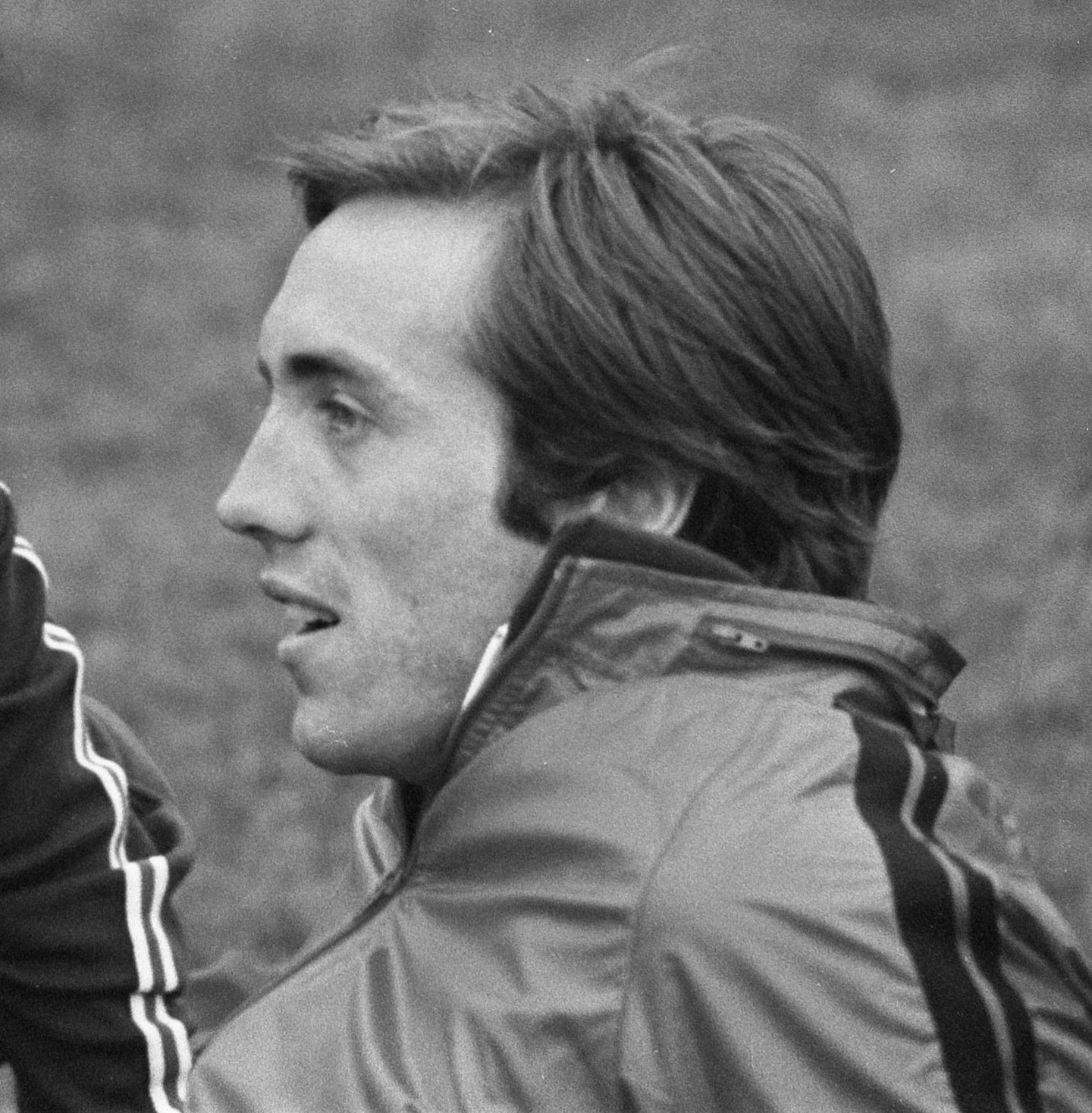
Mit seinen 4,90 m verpasste Wojciech Buciarski die Finalteilnahme um zehn Zentimeter

11. August 1971
Zwanzig Teilnehmer traten zur Qualifikationsrunde an. Die Qualifikationshöhe für den direkten Finaleinzug betrug 5,00 m. Zwölf Athleten übertrafen diese Marke (hellblau unterlegt), womit die Mindestanzahl der Finalteilnehmer exakt erreicht war. Die qualifizierten Wettbewerber traten am übernächsten Tag zum Finale an.
| Platz | Name                   | Nation         | Höhe (m) |
| ----- | ---------------------- | -------------- | -------- |
| 1     | Wolfgang Nordwig       | DDR            | 5,00     |
| 1     | Juri Issakow           | Sowjetunion    | 5,00     |
| 1     | Renato Dionisi         | Italien        | 5,00     |
| 4     | Heinfried Engel        | BR Deutschland | 5,00     |
| 5     | Włodzimierz Sokołowski | Polen          | 5,00     |
| 6     | Risto Ivanoff          | Finnland       | 5,00     |
| 6     | Hans-Jürgen Ziegler    | BR Deutschland | 5,00     |
| 8     | Kjell Isaksson         | Schweden       | 5,00     |
| 9     | Hans Lagerqvist        | Schweden       | 5,00     |
| 10    | Altti Alarotu          | Finnland       | 5,00     |
| 11    | John-Erik Blomqvist    | Schweden       | 5,00     |
| 12    | Antti Kalliomäki       | Finnland       | 5,00     |
| 13    | Wojciech Buciarski     | Polen          | 4,90     |
| 13    | Jean-Michel Bellot     | Frankreich     | 4,90     |
| 15    | Jewgeni Tananika       | Sowjetunion    | 4,90     |
| 16    | Serge Lefebvre         | Frankreich     | 4,70     |
| 17    | Aldo Righi             | Italien        | 4,60     |
| NM    | Mike Bull              | Großbritannien | ogV      |
| NM    | François Tracanelli    | Frankreich     | ogV      |
| NM    | Christos Papanikolaou  | Griechenland   | ogV      |

## Finale

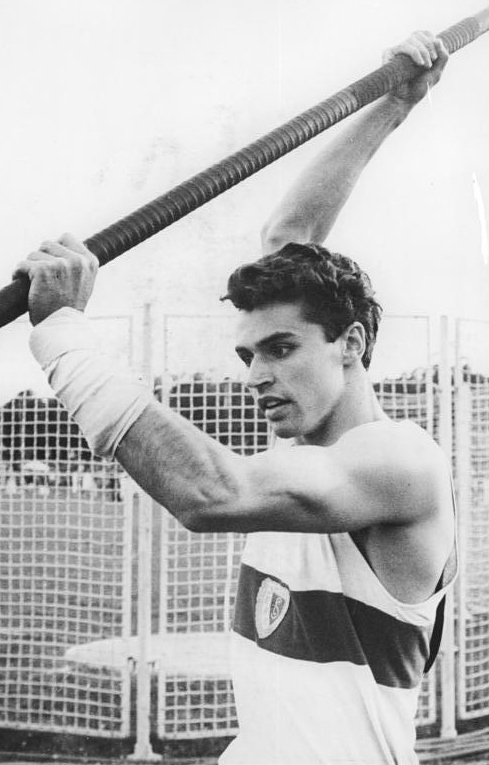
Wolfgang Nordwig sicherte sich nach Olympiabronze 1968 bereits seinen dritten EM-Titel – 1972 errang er Olympiagold

13. August 1971, 13:00 Uhr
| Platz | Name                   | Nation         | Höhe (m) |
| ----- | ---------------------- | -------------- | -------- |
| 1     | Wolfgang Nordwig       | DDR            | 5,35 CR  |
| 2     | Kjell Isaksson         | Schweden       | 5,30     |
| 3     | Renato Dionisi         | Italien        | 5,30     |
| 4     | Hans Lagerqvist        | Schweden       | 5,25     |
| 5     | Włodzimierz Sokołowski | Polen          | 5,10     |
| 6     | John-Erik Blomqvist    | Schweden       | 5,10     |
| 7     | Juri Issakow           | Sowjetunion    | 5,10     |
| 8     | Heinfried Engel        | BR Deutschland | 5,10     |
| 9     | Antti Kalliomäki       | Finnland       | 5,00     |
| 10    | Altti Alarotu          | Finnland       | 4,90     |
| 11    | Hans-Jürgen Ziegler    | BR Deutschland | 4,90     |
| 12    | Risto Ivanoff          | Finnland       | 4,90     |

## Video
- ATLETICA EUROPEI HELSINKI 1971 DIONISI BRONZO 1971, youtube.com, abgerufen am 28. Juli 2022